# Liste der Abgeordneten zum Burgenländischen Landtag (XV. Gesetzgebungsperiode)
Diese Liste der Abgeordneten zum Burgenländischen Landtag listet alle Mitglieder des Burgenländischen Landtags in der XV. Gesetzgebungsperiode auf. Die Gesetzgebungsperiode wurde am 30. Oktober 1987 mit der Angelobung der Abgeordneten und der Wahl des Präsidiums eröffnet und endete nach 48 Sitzungen am 18. Juli 1991 mit der Angelobung des Landtags der XVI. Gesetzgebungsperiode. Nach der Landtagswahl am 4. Oktober 1987 entfielen 17 von 36 Mandaten auf die Sozialdemokratische Partei Österreichs (SPÖ) und 16 Mandate auf die Österreichische Volkspartei (ÖVP) und 3 auf die Freiheitliche Partei Österreichs (FPÖ). Damit war die FPÖ das erste Mal nach 19 Jahren wieder im Landtag vertreten.
Dem Präsidium saß als 1. Landtagspräsident der ÖVP-Abgeordnete Johann Halbritter vor. Die Funktion des 2. Landtagspräsidenten hatte zunächst Josef Posch (SPÖ) bis 31. Dezember 1990 inne, am 24. Jänner 1991 wurde er von Gerhard Frasz (SPÖ) abgelöst. 3. Landtagspräsident war Ferdinand Grandits (SPÖ). Die Funktion des Schriftführers übten Alois Grath und Johann Loos aus, Ordner waren Josef Tauber und Heribert Oswald.
Während der Gesetzgebungsperiode kam es zu sechs Wechseln unter den Landtagsabgeordneten. Somit gehörten 42 verschiedene Personen dem Landtag während der XV. Gesetzgebungsperiode als Abgeordnete an.
| Name                  | Fraktion | Anmerkung                                                                                        |
| --------------------- | -------- | ------------------------------------------------------------------------------------------------ |
| Achs Matthias         | SPÖ      | bis 26. Jänner 1989                                                                              |
| Bachmayer Josef       | SPÖ      | ab 24. Jänner 1991 für Gertrude Spieß, die auf das Mandat von Josef Posch wechselte              |
| Behm Stefan           | ÖVP      |                                                                                                  |
| Dax Wolfgang          | ÖVP      |                                                                                                  |
| Frasz Gerhard         | SPÖ      |                                                                                                  |
| Fuith Dieter          | SPÖ      |                                                                                                  |
| Gradwohl Werner       | ÖVP      |                                                                                                  |
| Grandits Ferdinand    | SPÖ      |                                                                                                  |
| Grath Alois           | SPÖ      |                                                                                                  |
| Hahn Georg            | SPÖ      |                                                                                                  |
| Halbritter Johann     | ÖVP      |                                                                                                  |
| Heincz Karl           | ÖVP      | Im Amt verstorben                                                                                |
| Jellasitz Gerhard     | ÖVP      |                                                                                                  |
| Kaplan Karl           | ÖVP      |                                                                                                  |
| Karall Johann         | ÖVP      |                                                                                                  |
| Kogler Ernst          | SPÖ      |                                                                                                  |
| Korbatits Kurt        | ÖVP      |                                                                                                  |
| Kurz Ernst            | ÖVP      |                                                                                                  |
| Landl Lorenz          | ÖVP      |                                                                                                  |
| Lang Alois            | SPÖ      | bis 26. Jänner 1989                                                                              |
| Loos Johann           | ÖVP      |                                                                                                  |
| Martinkovics Ludmilla | ÖVP      | Ab 8. Februar 1988 für Karl Heincz                                                               |
| Moser Manfred         | SPÖ      |                                                                                                  |
| Müllner Johann        | SPÖ      |                                                                                                  |
| Munzenrieder Gregor   | FPÖ      |                                                                                                  |
| Nicka Eduard          | FPÖ      |                                                                                                  |
| Oswald Heribert       | ÖVP      |                                                                                                  |
| Payer Johann          | SPÖ      | ab 12. Juli 1990 für Franz Resch                                                                 |
| Piller Ernst          | SPÖ      | bis 26. Jänner 1989                                                                              |
| Polzer Franz          | SPÖ      |                                                                                                  |
| Posch Josef           | SPÖ      | bis 24. Jänner 1991                                                                              |
| Prior Walter          | SPÖ      |                                                                                                  |
| Puhm Georg            | SPÖ      |                                                                                                  |
| Rauter Wolfgang       | FPÖ      |                                                                                                  |
| Resch Franz           | SPÖ      | bis 12. Juli 1990                                                                                |
| Schranz Erwin         | ÖVP      |                                                                                                  |
| Spieß Gertrude        | SPÖ      | ab 26. Jänner 1989 für Ernst Piller, wechselte am 24. Jänner 1991 auf das Mandat von Josef Posch |
| Tauber Josef          | SPÖ      |                                                                                                  |
| Thomas Wilhelm        | ÖVP      |                                                                                                  |
| Wagner Gabriel        | ÖVP      |                                                                                                  |
| Wögerer Bruno         | SPÖ      | ab 26. Jänner 1989 für Matthias Achs                                                             |
| Zach Kurt             | SPÖ      | ab 26. Jänner 1989 für Alois Lang                                                                |